# Mîhalkiv, Borșciv
Mîhalkiv (în ucraineană Михалків) este un sat în comuna Ustea din raionul Borșciv, regiunea Ternopil, Ucraina.

## Demografie
Componența lingvistică a localității Mîhalkiv
     Ucraineană (100%)
Conform recensământului din 2001, toată populația localității Mîhalkiv era vorbitoare de ucraineană (100%).